# Rabobank Cycling Team 2012
Questa voce raccoglie le informazioni riguardanti la Rabobank Cycling Team nelle competizioni ufficiali della stagione 2012.

## Stagione
Avendo una delle diciotto licenze UCI World Tour, la squadra olandese ebbe diritto di partecipare alle gare del calendario UCI World Tour 2012, oltre a quelle dei circuiti continentali UCI. Nuovi arrivi dal ciclomercato autunnale 2011 furono l'australiano Mark Renshaw dalla dismessa HTC-Highroad, e i due giovani Jetse Bol e Wilco Kelderman dalla Rabobank Continental; partirono invece Sebastian Langeveld e Pieter Weening, verso la nuova GreenEDGE, e l'esperto velocista Óscar Freire, direzione Katusha.
Il primo successo stagionale giunse in febbraio alla Clásica de Almería con Michael Matthews, poi, tra marzo ed aprile, si mise in particolare evidenza lo spagnolo Luis León Sánchez, vincitore di una tappa alla Parigi-Nizza, una alla Vuelta a Castilla y León e due al Tour de Romandie. In maggio Robert Gesink vinse il Tour of California, mentre in luglio fu Sánchez ad ottenere l'unico successo Rabobank al Tour de France aggiudicandosi in solitaria la tappa di Foix.
In agosto Sánchez conquistò anche la Clásica San Sebastián (sua seconda vittoria nella classica basca), mentre Lars Boom fece sua la graduatoria finale dell'Eneco Tour. Tra agosto e settembre spiccò anche la figura di Theo Bos: l'ex pistard trionfò nella Dutch Food Valley Classic e nel Memorial Rik Van Steenbergen, portando a sette il numero di successi stagionali (record in squadra al pari di Sánchez). Gesink e Laurens ten Dam, intanto, si classificarono tra i primi dieci alla Vuelta a España, sesto e ottavo rispettivamente.
Al termine della stagione furono 23 le vittorie per i ciclisti Rabobank, sette delle quali nelle gare World Tour. Il miglior classificato nella graduatoria World Tour risultò essere Bauke Mollema, diciottesimo con 194 punti, raccolti soprattutto grazie ai piazzamenti nelle gare di un giorno (fu settimo alla Freccia Vallone) sesto alla Liegi-Bastogne-Liegi, quinto alla Clásica San Sebastián, settimo al Giro di Lombardia). Nella graduatoria per team la Rabobank ottenne invece l'ottava posizione con 799 punti, frutto anche del quinto posto nella cronometro a squadre ai campionati del mondo di Valkenburg.

## Organico

### Staff tecnico
GM=General manager; TM=Team manager; DS=Direttore sportivo.
|  | Naz.                   | Ruolo | Sportivo             |  |  |  |
|  | ---------------------- | ----- | -------------------- |  |  |  |
|  | Paesi Bassi (bandiera) | GM    | Harold Knebel        |  |  |  |
|  | Paesi Bassi (bandiera) | TM    | Erik Breukink        |  |  |  |
|  | Paesi Bassi (bandiera) | DS    | Frans Maassen        |  |  |  |
|  | Paesi Bassi (bandiera) | DS    | Nico Verhoeven       |  |  |  |
|  | Paesi Bassi (bandiera) | DS    | Jan Boven            |  |  |  |
|  | Paesi Bassi (bandiera) | DS    | Adri van Houwelingen |  |  |  |
|  | Paesi Bassi (bandiera) | DS    | Erik Dekker          |  |  |  |

### Rosa
|  | Naz.                   |  | Sportivo                | Anno |  |  |
|  | ---------------------- |  | ----------------------- | ---- |  |  |
|  | Spagna (bandiera)      |  | Carlos Barredo          | 1981 |  |  |
|  | Paesi Bassi (bandiera) |  | Jetse Bol               | 1989 |  |  |
|  | Paesi Bassi (bandiera) |  | Lars Boom               | 1985 |  |  |
|  | Paesi Bassi (bandiera) |  | Theo Bos                | 1983 |  |  |
|  | Danimarca (bandiera)   |  | Matti Breschel          | 1984 |  |  |
|  | Australia (bandiera)   |  | Graeme Brown            | 1979 |  |  |
|  | Paesi Bassi (bandiera) |  | Stef Clement            | 1982 |  |  |
|  | Paesi Bassi (bandiera) |  | Laurens ten Dam         | 1980 |  |  |
|  | Paesi Bassi (bandiera) |  | Jos van Emden           | 1985 |  |  |
|  | Paesi Bassi (bandiera) |  | Rick Flens              | 1983 |  |  |
|  | Spagna (bandiera)      |  | Juan Manuel Gárate      | 1976 |  |  |
|  | Paesi Bassi (bandiera) |  | Robert Gesink           | 1986 |  |  |
|  | Paesi Bassi (bandiera) |  | Marc Goos (stagista)    | 1990 |  |  |
|  | Paesi Bassi (bandiera) |  | Wilco Kelderman         | 1991 |  |  |
|  | Paesi Bassi (bandiera) |  | Steven Kruijswijk       | 1987 |  |  |
|  | Paesi Bassi (bandiera) |  | Tom Leezer              | 1985 |  |  |
|  | Germania (bandiera)    |  | Paul Martens            | 1983 |  |  |
|  | Australia (bandiera)   |  | Michael Matthews        | 1990 |  |  |
|  | Paesi Bassi (bandiera) |  | Bauke Mollema           | 1986 |  |  |
|  | Germania (bandiera)    |  | Grischa Niermann        | 1975 |  |  |
|  | Paesi Bassi (bandiera) |  | Daan Olivier (stagista) | 1992 |  |  |
|  | Australia (bandiera)   |  | Mark Renshaw            | 1982 |  |  |
|  | Spagna (bandiera)      |  | Luis León Sánchez       | 1983 |  |  |
|  | Paesi Bassi (bandiera) |  | Tom-Jelte Slagter       | 1989 |  |  |
|  | Paesi Bassi (bandiera) |  | Bram Tankink            | 1978 |  |  |
|  | Paesi Bassi (bandiera) |  | Maarten Tjallingii      | 1977 |  |  |
|  | Paesi Bassi (bandiera) |  | Dennis van Winden       | 1987 |  |  |
|  | Paesi Bassi (bandiera) |  | Coen Vermeltfoort       | 1988 |  |  |
|  | Belgio (bandiera)      |  | Maarten Wynants         | 1982 |  |  |

## Ciclomercato
| Jetse Bol               | Rabobank Cont. |
| Wilco Kelderman         | Rabobank Cont. |
| Mark Renshaw            | HTC            |
| Marc Goos (stagista)    | Rabobank Cont. |
| Daan Olivier (stagista) | Rabobank Cont. |

| Óscar Freire        | Katusha   |
| Sebastian Langeveld | GreenEDGE |
| Pieter Weening      | GreenEDGE |

## Palmarès

### Corse a tappe
World Tour
- Parigi-Nizza

6ª tappa (Luis León Sánchez)
- Tour de Romandie

3ª tappa (Luis León Sánchez)
4ª tappa (Luis León Sánchez)
- Tour de France

14ª tappa (Luis León Sánchez)
- Eneco Tour

3ª tappa (Theo Bos)
Classifica generale (Lars Boom)
Continental
- Vuelta a Castilla y León

2ª tappa (Luis León Sánchez)
- Presidential Cycling Tour of Turkey

1ª tappa (Theo Bos)
4ª tappa (Mark Renshaw)
8ª tappa (Theo Bos)
- Tour of California

7ª tappa (Robert Gesink)
Classifica generale (Robert Gesink)
- Ster ZLM Toer

3ª tappa (Theo Bos)
- Vuelta a Burgos

3ª tappa (Matti Breschel)
4ª tappa (Paul Martens)
- Tour of Utah

3ª tappa (Michael Matthews)
- World Ports Classic

2ª tappa (Theo Bos)

### Corse in linea
World Tour
- Clásica San Sebastián (Luis León Sánchez)

Continental
- Clásica de Almería (Michael Matthews)
- Dwars door Drenthe (Theo Bos)
- Dutch Food Valley Classic (Theo Bos)
- Memorial Rik Van Steenbergen (Theo Bos)

### Campionati nazionali
Strada
- Campionati spagnoli

Cronometro (Luis León Sánchez)

## Classifiche UCI

### UCI World Tour
Individuale
Piazzamenti dei corridori della Rabobank nella classifica individuale dell'UCI World Tour 2012.
| Pos. | Ciclista          | Punti |
| ---- | ----------------- | ----- |
| 18   | Bauke Mollema     | 194   |
| 34   | Lars Boom         | 148   |
| 36   | Luis León Sánchez | 143   |
| 39   | Robert Gesink     | 134   |
| 74   | Matti Breschel    | 60    |
| 80   | Laurens ten Dam   | 52    |
| 103  | Mark Renshaw      | 32    |
| 105  | Tom-Jelte Slagter | 30    |
| 122  | Steven Kruijswijk | 21    |
| 123  | Wilco Kelderman   | 21    |
| 135  | Michael Matthews  | 17    |
| 180  | Theo Bos          | 8     |
| 187  | Maarten Wynants   | 4     |
| 192  | Stef Clement      | 4     |
| 243  | Carlos Barredo    | 1     |

Squadra
La Rabobank Cycling Team chiuse in ottava posizione con 799 punti.